# 荊州刺史部
荊州刺史部，是漢朝十三州刺史部之一，州治在漢壽縣（今湖南省常德市東北），東漢末移治襄陽縣（今湖北省襄陽市）。漢代州域範圍大致是今日的河南省西南部，湖北省、湖南省大部及貴州省、廣東省、廣西壯族自治區邊緣。

## 名稱由來
荊州大體指漢江至衡山以南的大片區域。春秋戰國時期，百家爭鳴，著書立說，把禹時的九州冠以稱謂，荊州即其一。《尚書·禹貢》載：「荊及衡陽惟荊州。」《爾雅·釋地》：「漢南曰荊州。」《周禮·職方》：「正南曰荊州。」《釋名》云：「荊，警也，南蠻數為寇逆，州道先強，當警備之也。其地北據荊山，南及衡山之陽。」《呂氏春秋》曰：「荊，楚也。」

## 西漢荊州刺史部
西漢時，領南郡、南陽郡、衡山郡、江夏郡、長沙國、桂陽郡、武陵郡、零陵郡8個郡國。

## 東漢荊州刺史部
東漢時，領南陽郡、南郡、江夏郡、零陵郡、桂陽郡、武陵郡、長沙郡7個郡國，東漢末置章陵郡、南鄉郡、襄陽郡、宜都郡、新城郡、漢昌郡、臨江郡、西陵郡、固陵郡等郡。

## 历任刺史
- 东门云（汉元帝、汉成帝时）
- 陈级（王莽居摄时）
- 杜能（西汉末）
- 费遂（更始帝时、汉光武帝初）
- 范式（汉光武帝建武年间）
- 郭贺（汉光武帝建武末年至汉明帝永平四年、57年—61年）
- 陆稠（汉章帝时）
- 谢夷吾（汉章帝时）
- 王子香（汉和帝时）
- 杨震（汉安帝初）
- 杨秉（汉顺帝初中叶）
- 高舒（汉顺帝初中叶）
- 赵戒（汉顺帝初中叶）
- 李固（汉顺帝永和年间）
- 刘度（汉桓帝延熹五年免、162年）
- 度尚（汉桓帝延熹五年至七年、162年—164年）
- 某芝（汉桓帝延熹七年至八年、164年—165年）
- 李隗（汉桓帝延熹九年免、166年）
- 尹珍（汉桓帝、汉灵帝时）
- 孙根（汉灵帝建宁、熹平年间）
- 李刚（汉灵帝熹平元年、172年）
- 徐璆（汉灵帝中平元年、184年）
- 王敏（汉灵帝中平三年、186年）
- 赵凯（汉灵帝时）
- 陈茂
- 阙翊
- 龚调
- 龚荣
- 常洽（汉灵帝、汉献帝之际）
- 王叡（汉灵帝中平末年）
- 刘表（汉献帝初平元年至建安十三年、190年—208年）
- 刘琮（汉献帝建安十三年、208年）
- 李立（汉献帝建安十三年、208年）
- 刘备（汉献帝建安十四年至建安二十四年、209年—219年）
- 傅群（汉献帝建安年间）
- 孙权（汉献帝建安二十四年、219年）[1]

### 書籍
- 司馬遷，《史記》，維基文庫
- 班固，《漢書》，維基文庫
- 范曄，《後漢書》，維基文庫
- 司馬彪，《續漢志》，維基文庫
- 陳壽，《三國志》，維基文庫
- 吳增僅，《三國郡縣表》，上海：開明書局，1937
- 葛劍雄，《西漢人口地理》北京：人民出版社，1986年
- 周振鶴，《西漢政區地理》，北京：人民出版社，1987年
- 周振鶴，《漢書地理志匯釋》，安徽：安徽教育出版社，2006年
- 孔祥軍，《三國政區地理研究》，南京：南京大學歷史系，2007年
- 后曉榮，《秦代政區地理》，北京：社會科學文獻出版社，2009年

### 地圖
- 譚其驤，《中國歷史地圖集》，1991年，曉園出版社。ISBN：9571201987